# Early Action
Early action (engl.) bedeutet frühzeitiges Tätigwerden.
Im Sinne des europäischen Emissionsrechtehandels bedeutet early action frühzeitige, daher vor dem Beginn gesetzlicher Forderungen durchgeführte Emissionsminderungen durch technische oder andere Maßnahmen. Diese auch klimapolitische Vorleistungen genannten Maßnahmen sollen beim Emissionsrechtehandel honoriert werden, zum Beispiel durch eine leicht erhöhte Zuteilung von Emissionszertifikaten.
Hat beispielsweise ein Betreiber einer Anlage, die dem Emissionshandel unterliegt, durch Modernisierung seine CO2-Emissionen verringert, bekommt er die gleiche Anzahl an Emissionszertifikaten wie ein Betreiber einer ähnlichen Anlage, die aber nicht modernisiert wurde. Der Betreiber der moderneren Anlage hat dann entweder einen Überschuss an Emissionszertifikaten (den er verkaufen kann), oder der Betreiber der nicht modernisierten Anlage muss eventuell Zertifikate kaufen, um seine Treibhausgasemissionen abzudecken.

## Early action im ZuG 2007
§ 12 Absatz 1 des deutschen Zuteilungsgesetzes 2007 (ZuG 2007) besagt: „Auf Antrag setzt die zuständige Behörde bei der Anwendung von § 7 einen Erfüllungsfaktor von 1 an, sofern ein Betreiber Emissionsminderungen aufgrund von Modernisierungsmaßnahmen, die nach dem 1. Januar 1994 beendet worden sind, nachweist.“